# Small Bump
Small Bump è un brano musicale del cantautore britannico Ed Sheeran, quinto singolo estratto dal suo album di debutto +. Era stato annunciato su Twitter il 26 marzo 2012.

## Tracce
Versione dell'album
1. Small Bump – 4:19
2. Small Bump (Acoustic) – 3:30
3. Small Bump (KOAN Sound Remix) – 4:32
4. Give Me Love (Orchestral Version) – 4:18
5. The City (Acoustic) – 5:08

CD singolo
1. Small Bump – 4:19
2. Give Me Love (Orchestral Version) – 4:18
3. Small Bump (Acoustic) – 3:30
4. Small Bump (KOAN Sound Remix) – 4:32
5. The City (Acoustic) – 5:08

7" vinile
1. Small Bump – 4:19
2. Give Me Love (Orchestral Version) – 4:18

Download digitale
1. Small Bump – 4:19

CD singolo promozionale
1. Small Bump – 4:19
2. Small Bump (Strumentale) – 4:19

## Classifiche
| Classifica                           | Maggiore Posizione |
| ------------------------------------ | ------------------ |
| UK Singles (Official Charts Company) | 25                 |
| Irlanda (IRMA)                       | 27                 |
| Scozia (Official Charts Company)     | 21                 |
| UK Official Streaming Chart Top 100  | 44                 |